# Stiftung FamilienBande

Logo

Die Stiftung FamilienBande unterstützt seit 2012 Geschwisterkinder von chronisch kranken oder behinderten Kindern. Die Stiftung hat sich zum Ziel gesetzt, gemeinsam mit Wissenschaftlern, Politikern, Ärzten und Partnern aus dem Gesundheits-, Sozial-, und Familienbereich, Geschwisterkinder-Projekte in Deutschland zu fördern oder selbst zu initiieren. Das zentrale Leitprinzip ist hierbei Hilfe zur Selbsthilfe. Die Stiftung geht aus der Initiative FamilienBande, die von der Novartis-Gruppe Deutschland 2010 ins Leben gerufen wurde, hervor.

## Hintergrund
In Deutschland leben rund zwei Millionen Kinder und Jugendliche mit einem schwer chronisch kranken oder behinderten Geschwisterkind. In den Familien spielt zwangsläufig das kranke oder behinderte Kind eine zentrale Rolle. Gesunde Geschwister erfahren daher häufig weniger Aufmerksamkeit, zudem lastet auf ihnen ständig der Druck, funktionieren zu müssen, weil ja der Bruder oder die Schwester die Familie bereits genügend fordert.

### Risikogruppe Geschwisterkinder
Geschwisterkinder haben ein erhöhtes Risiko für psychische Belastungen wie Anpassungsprobleme, Isolation, Ängste oder Depressionen und vermehrte Probleme in Familie, Schule oder Freizeit. Dies belegt ein Großteil der wenigen, bislang durchgeführten Geschwisterstudien.
Dennoch ist davon auszugehen, dass die große Mehrheit der Geschwisterkinder nur einen geringen Belastungsgrad aufweist.
Das Risiko für intensive psychosoziale Probleme und Belastungen bei Geschwistern chronisch kranker Kinder ist weniger von der Art der chronischen Erkrankung abhängig als von dem mit der Erkrankung und ihrer Behandlung verbundenen täglichen Versorgungsaufwand und dem familiären Stress.
Das Risiko für psychische Auffälligkeiten und Störungen kann bei Geschwisterkindern im Vergleich zu Geschwistern nicht erkrankter Kinder 2 bis 3 Mal höher sein, und die Belastungen können über mehrere Jahre bestehen bleiben.
Da Kinder und Jugendliche der Allgemeinbevölkerung zu etwa 22 % psychische Auffälligkeiten aufweisen, kann bei ca. 60 % der Kinder mit einem chronisch kranken Geschwister eine entsprechend erhöhte psychosoziale Belastung vorliegen.
Mit dem Ziel, diejenigen Geschwisterkinder frühzeitig zu erkennen, die ein erhöhtes Risiko für psychische Auffälligkeiten haben, hat FamilienBande ein Modell unterschiedlicher Belastungsgrade formuliert.
Entsprechend dem Modell sollen
- gering belasteten Kindern (ca. 70 %) Information, Aufklärung oder auch ein Training und Schulungen,
- mittelgradig belasteten Kindern (ca. 20 %) zusätzlich spezielle Angebote für Geschwisterkinder und die gesamte Familie und
- hoch belasteten Kindern (ca. 10 %) darüber hinaus eine Therapie angeboten werden.

## Leitprinzipien
FamilienBande fußt auf drei Säulen:
1. In der Fachwelt und der Öffentlichkeit soll Bewusstsein für das Thema geweckt und darüber aufgeklärt werden.
2. Bereits vorhandene Angebote für Geschwisterkinder werden identifiziert, evaluiert und zugänglich gemacht. Neue Angebote werden zusammen mit erfahrenen Partnern aus Forschung und Praxis erarbeitet und den Einrichtungen zur Adaption angeboten. Diese Angebote bieten konkrete Unterstützung und Anleitung im Umgang mit der besonderen Lebenssituation.
3. Zur Früherkennung des besonderen Versorgungsbedarfs werden Instrumente und Strategien entwickelt. Die Maßnahmen werden evaluiert.

## Partner
Die Stiftung wird von den zugehörigen Unternehmen der Novartis-Gruppe unterstützt. FamilienBande setzt auf ein Netzwerk von Wissenschaftlern und Praktikern mit Erfahrung in der Sozialpädiatrie und in der Arbeit mit Geschwisterkindern und ihren Familien. Zentrale wissenschaftliche Partner von FamilienBande sind das Institut für Sozialmedizin in der Pädiatrie Augsburg (ISPA/ Bunter Kreis) sowie das Institut für Gesundheitsförderung und Versorgungsforschung an der Universität Bochum (IGV). Ein wissenschaftlicher Rat berät FamilienBande in allen Fragen der inhaltlichen Entwicklung.
Unterstützung erfolgt durch Personen des öffentlichen Lebens, u. a.
- Ursula von der Leyen
- Eva Luise Köhler
- Kristina Schröder
- Peyman Amin
- Claudia Kleinert
- Gerd Brederlow (Bruder von Bobby Brederlow)
- Karl Max Einhäupl